# Hamminkeln
De stad Hamminkeln (Nederlands: Hamminkelen) ligt in het beneden-Nederrijngebied in het noordwesten van de Duitse deelstaat Noordrijn-Westfalen. De stad telt 26.962 inwoners (31 december 2020) op een oppervlakte van 164,37 km². Hamminkeln is onderdeel van de Euregio Rijn-Waal.
De stad ligt in het Regierungsbezirk (regio) Düsseldorf en in de Kreis Wesel.
De gemeente Hamminkeln is in 1975 ontstaan na het samenvoegen van zeven voormalige gemeenten. Nadat in 1995 het aantal inwoners meer dan 25.000 bedroeg kreeg Hamminkeln de titel stad.

## Geografie
De stad Hamminkeln ligt tussen Bocholt, ca. 15 km noordwaarts, en Wesel, ca. 10 km zuidwaarts. De rivier de Issel (Nederlands: Oude IJssel) stroomt vanuit Raesfeld door het stadsgebied tot aan de stadsgrens met Wesel, om vanaf daar naar het noordwesten verlopend in Wertherbruch het stadsgebied te verlaten en verder te stromen naar Isselburg. 12 km ten westen van de deelgemeente Hamminkeln bevindt zich de Rijn. De afstand tussen Hamminkeln en de Nederlandse grens bedraagt ongeveer 16 km. Twee derde van het stadsgebied ligt in het natuurpark Hoge Mark (Hohe Mark). Aan de stadsgrens richting Wesel ligt het natuurreservaat Grote Veen (Großes Veen). Hamminkeln is qua oppervlakte de grootste gemeente in het district Wesel.

### Stadsdelen

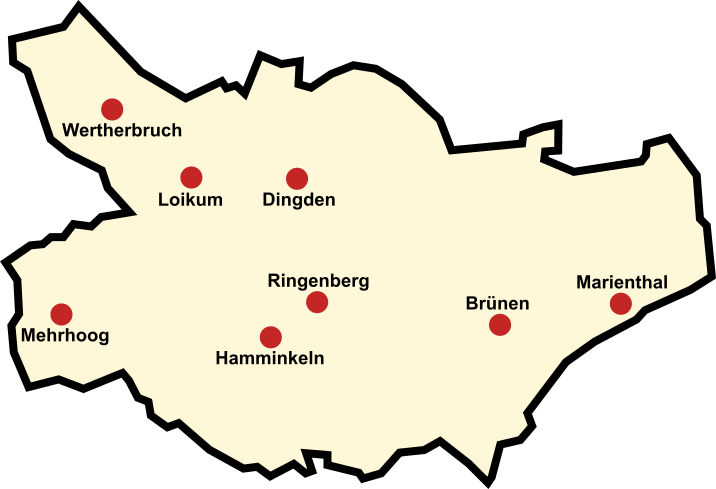
De Ortsteile van Hamminkeln

De stad Hamminkeln wordt onderverdeeld in zeven stadsdelen. Hamminkeln en Ringenberg vormen het geografische middelpunt. De stadsdelen zijn:
- Hamminkeln: 34 km², 6.569 inwoners
- Ringenberg: 6 km², 1.928 inwoners
- Dingden: 41 km², 6.760 inwoners
- Brünen: 46 km², 4.265 inwoners (waaronder Marienthal: ca. 350 inwoners)
- Loikum: 11 km², 735 inwoners
- Mehrhoog: 13 km², 6.564 inwoners
- Wertherbruch: 13 km², 1.074 inwoners

(Alle inwonertallen per 31-12-2005)

### Aangrenzende gemeenten
| Aangrenzende gemeenten | Aangrenzende gemeenten | Aangrenzende gemeenten | Aangrenzende gemeenten | Aangrenzende gemeenten |
| ---------------------- | ---------------------- | ---------------------- | ---------------------- | ---------------------- |
| Isselburg              |                        | Bocholt                |                        | Rhede                  |
|                        |                        |                        |                        |                        |
| Rees                   | Raesfeld               |                        |                        |                        |
|                        |                        |                        |                        |                        |
|                        |                        | Wesel                  |                        | Schermbeck Hünxe       |

## Infrastructuur
Aan de noordkant van Hamminkeln kruist de Autobahn A3 op afrit nummer 5 de Bundesstraße 473, die van zuid naar noord loopt, en Wesel met Bocholt (Duitsland) verbindt. Door stadsdeel Brünen loopt de Bundesstraße 70 van Wesel naar Borken.
Het tussen Hamminkeln en de Rijn gelegen dorp Mehrhoog heeft een klein station aan de spoorlijn Oberhausen - Emmerich - Arnhem.  

## Klooster Marienthal
Bij Hamminkeln ligt het klooster Marienthal (Ned. Mariendael). Het werd op 7 juni 1256 ingewijd door bisschop Otto II van Lippe en was tot in de napoleontische tijd een augustijnenklooster. Door de inzet van de priester Augustinus Winkelmann (1881-1954) ontwikkelde het klooster zich in de eerste helft van de twintigste eeuw tot een centrum van moderne gewijde kunst. Vanaf 1986 zijn er paters van de karmelietenorde gehuisvest. Zij hebben de in 1942 in Dachau vermoorde pater Titus Brandsma uitgeroepen tot de schutspatroon van het klooster.

## Foto's

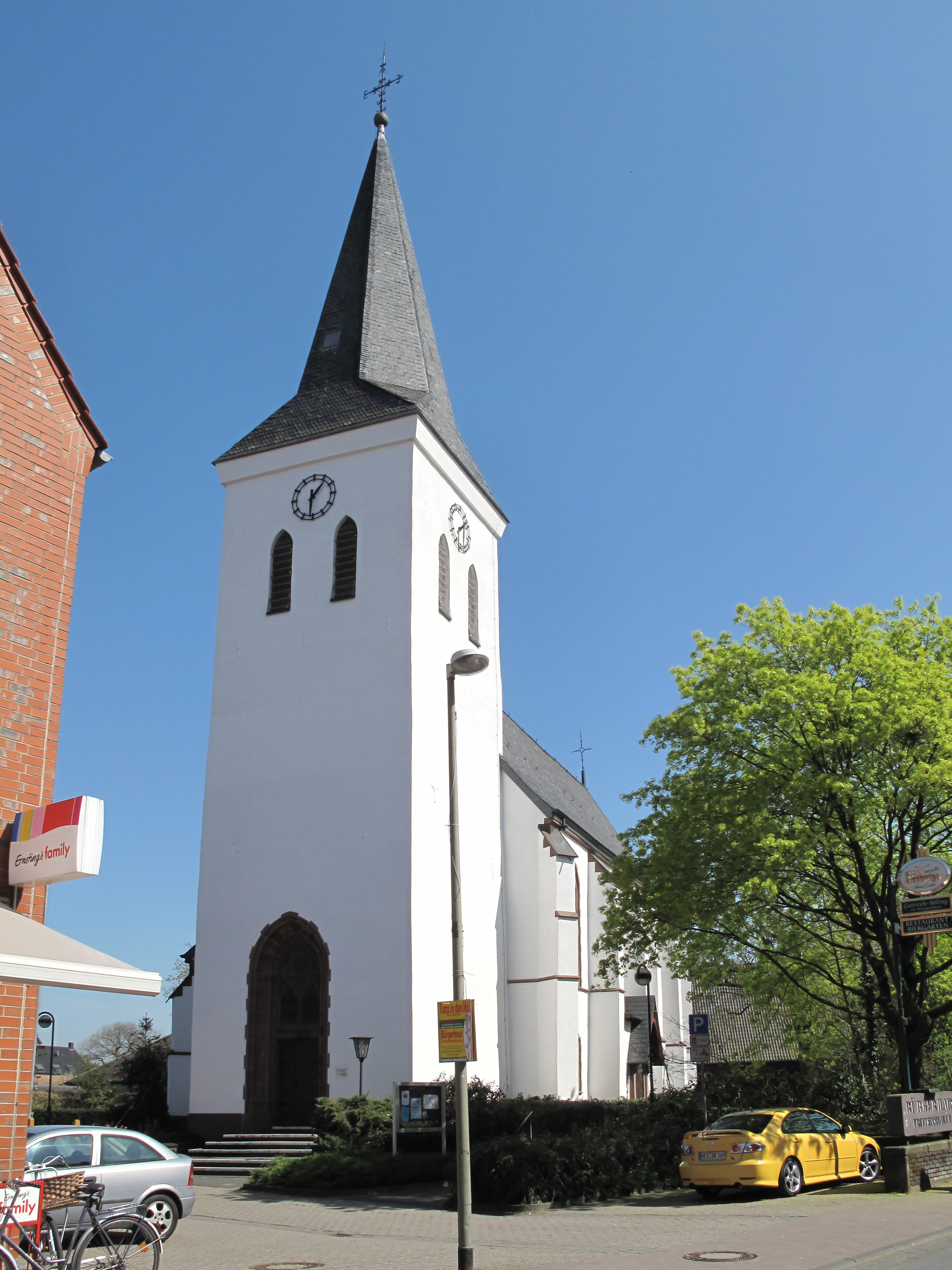
Hamminkeln, evangelisch-lutherse kerk
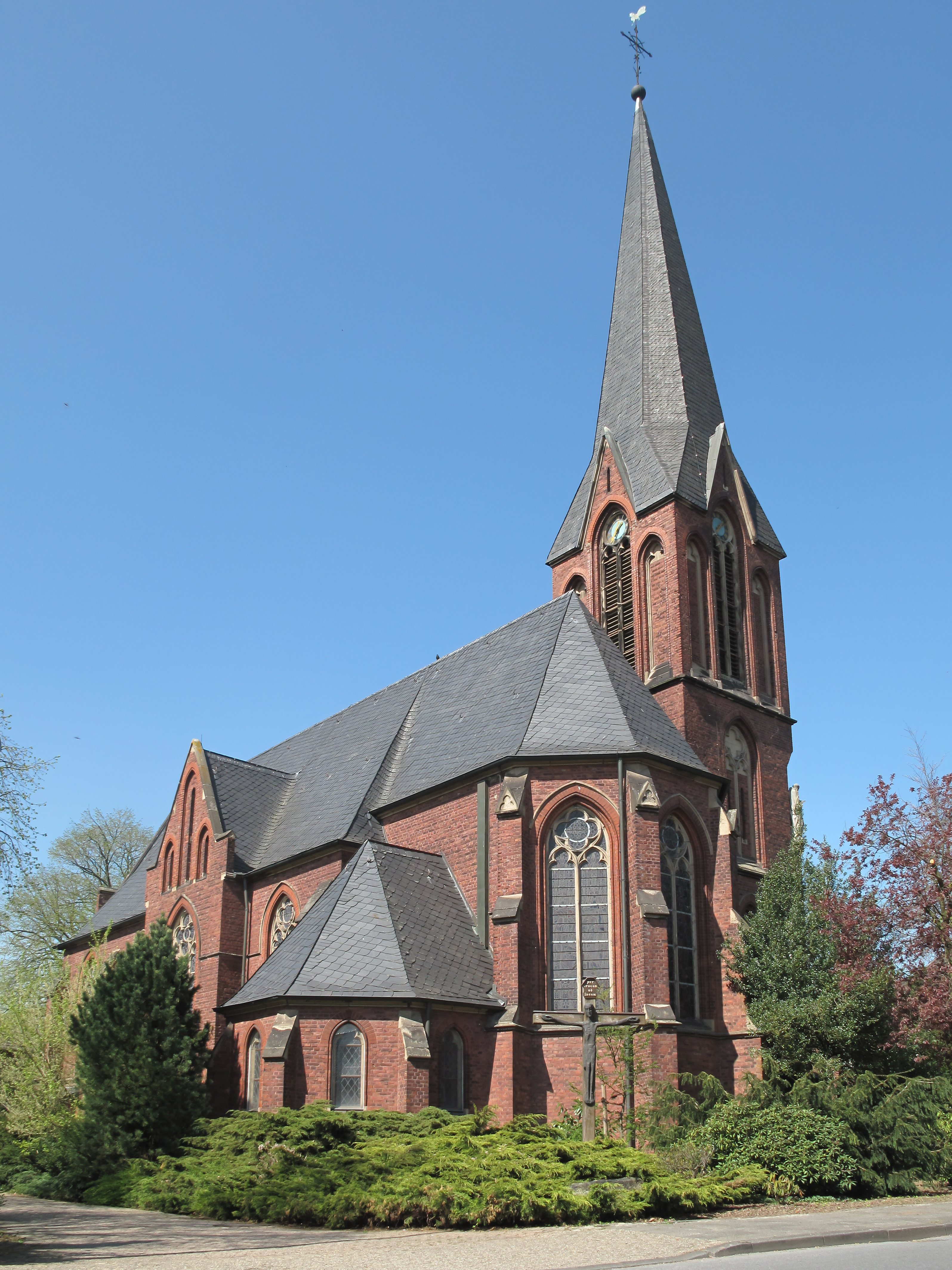
Hamminkeln,  rooms-katholieke kerk
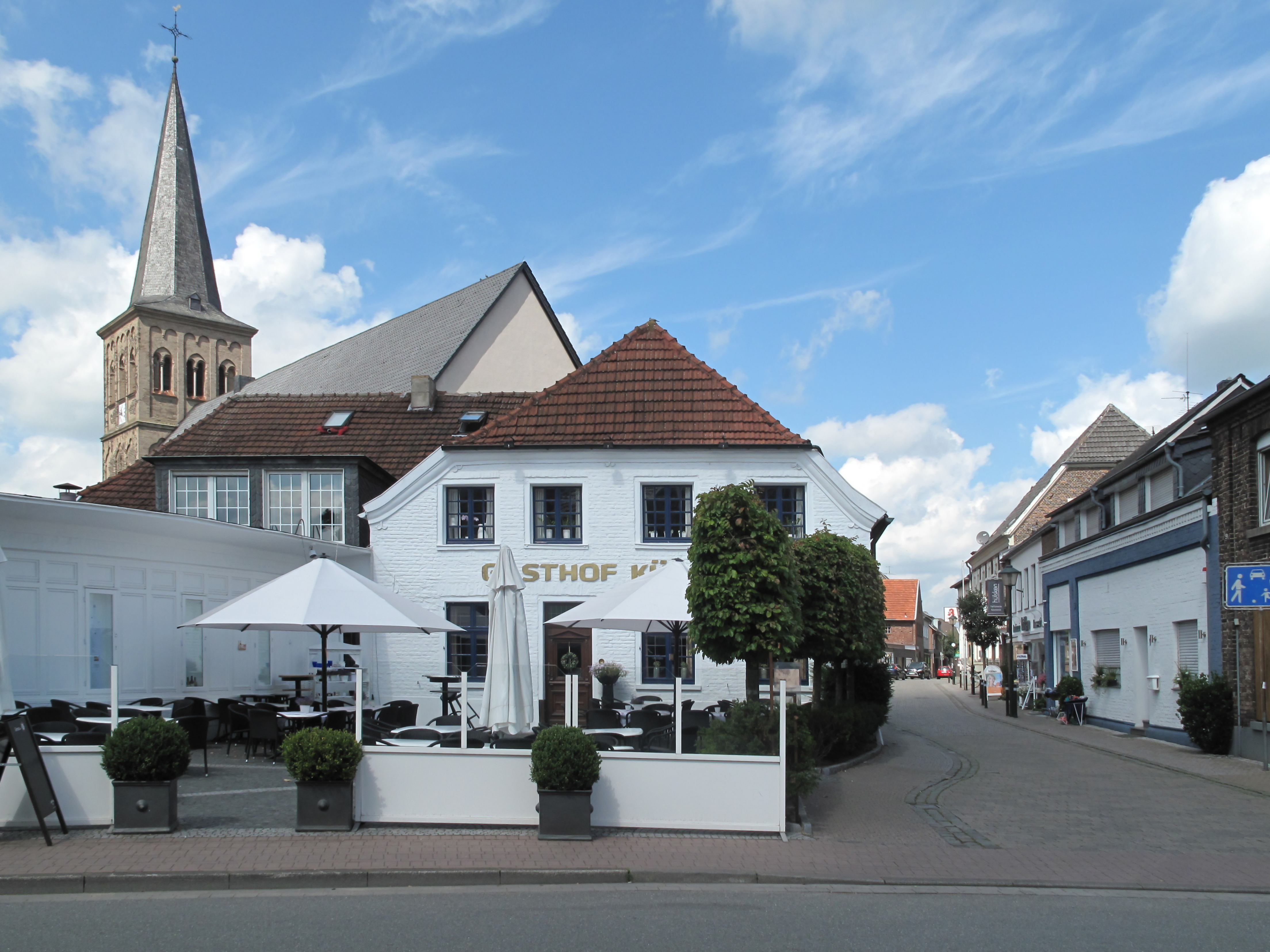
Dingden, kerk (die Sankt Pancratius Kirche) en Gasthof
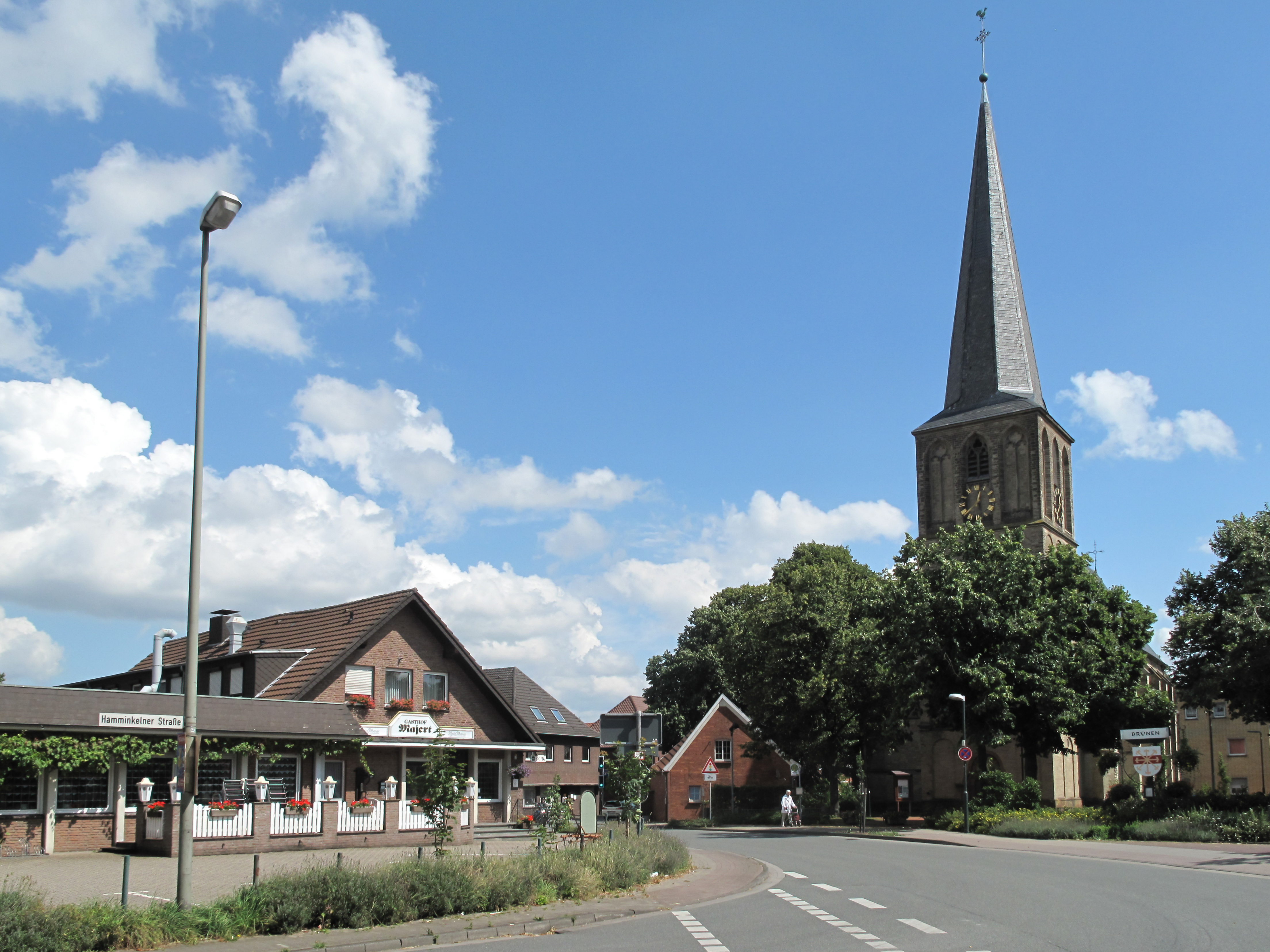
Brünen, evangelische kerk

## Economie
In de stad zijn diverse ondernemingen gevestigd, die kleding en andere textielproducten verhandelen. Er is verder een aantal kleine en middelgrote bedrijven in de metaalnijverheid aanwezig.
Markant is de in de gemeente  gevestigde onderneming Thunderbike, die custom- motoren produceert. Het bedrijf handelt ook in motoren, waaronder Harley-Davidsons, accessoires,  onderdelen e.d. en motorkleding. Thunderbike organiseert ook op zijn bedrijfsterrein  jaarlijks in juni  een groot evenement voor motorliefhebbers, met de naam Jokerfest.

## Stedenbanden
- Sedgefield in County Durham (Verenigd Koninkrijk) sinds 1982
- Neuhardenberg deelstaat Brandenburg (Duitsland) sinds 1990
- Chmielno (Polen) sinds 1999

Alpen · Dinslaken · Hamminkeln · Hünxe · Kamp-Lintfort · Moers · Neukirchen-Vluyn · Rheinberg · Schermbeck · Sonsbeck · Voerde · Wezel · Xanten